# Zakarpacki Szlak Turystyczny
Zakarpacki Szlak Turystyczny (ukr. Закарпатський туристичний шлях, ЗТШ, Zakarpatśkyj turystycznyj szlach) – najdłuższy ukraiński pieszy szlak turystyczny oznakowany kolorem czerwonym, prowadzący od Wielkiego Bereznego do Howerli poprzez Beskidy Połonińskie.
Szlak został wytyczony przy udziale szwajcarsko-ukraińskiego projektu rozwoju gospodarki leśnej w obwodzie zakarpackim "FORZA". Poprzez ukraińsko-słowackie przejście graniczne Małyj Bereznyj-Ubľa łączy się z czerwonym szlakiem   i Szlakiem Bohaterów Słowackiego Powstania Narodowego.

## Przebieg[4]
| Etap | Pasmo                | Dystans | Trasa                                                                              |
| 1.   | Połonina Równa       | 15.5 km | Wielkie Berezne - Juda Werch (972 m) w paśmie Jawornik - Dubowyj Haj w dolinie Użu |
| 2.   | Bieszczady Zachodnie | 50 km   | Dubowyj Haj – Płyszka (1067 m) – Przełęcz Użocka                                   |
| 3.   | Grzbiet Wododziałowy | 38 km   | Przełęcz Użocka – Pikuj (1408 m) – Biłasowycja                                     |
| 4.   | Grzbiet Wododziałowy | 24 km   | Biłasowycja – Przełęcz Tucholska (Werecka) – Wołowiec                              |
| 5.   | Połonina Borżawa     | 46 km   | Wołowiec – Wełykyj Wierch (1598 m) – Menczuł (1247 m) – Miżhirja                   |
| 6.   | Gorgany              | 12.5 km | Miżhirja - Synewyr                                                                 |
| 7.   | Gorgany              | 25.5 km | Synewyr - Negrowiec (1707 m) – Kołoczawa                                           |
| 8.   | Połonina Krasna      | 34.5 km | Kołoczawa – Syhlanśkyj (1564 m) – Ust-Czorna                                       |
| 9.   | Świdowiec            | 45.5 km | Ust-Czorna – Tempa (1634 m) – Bliźnica (1881 m) – Trostianiec/Kwasy                |
| 10.  | Czarnohora           | 23.5 km | Trostianiec/Kwasy – Petros (2020 m) – Howerla (2061 m)                             |
|      | RAZEM:               | 315 km  |                                                                                    |

## Opis

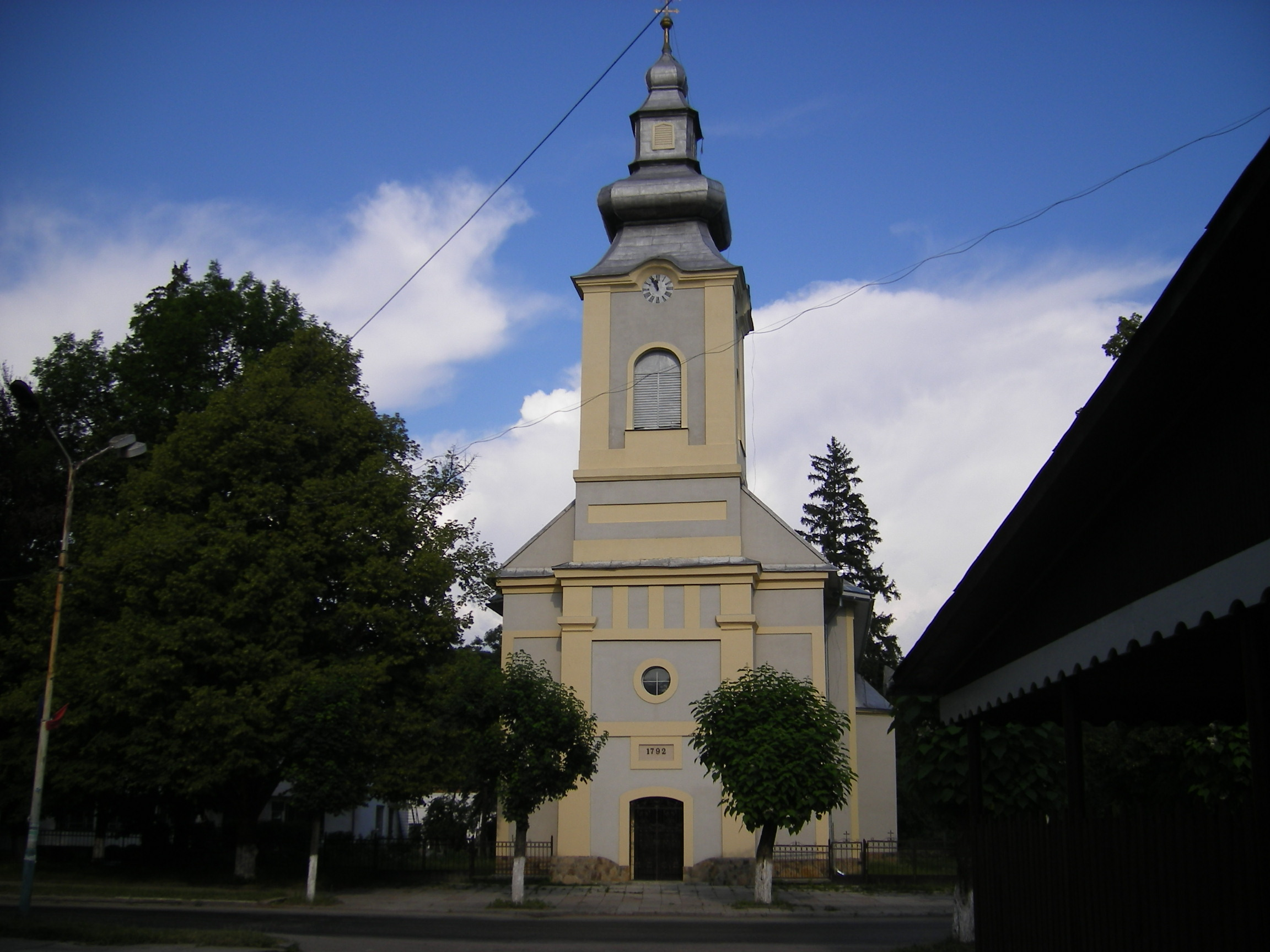
Wielkie Berezne – początek szlaku

Punkt startowy Zakarpackiego Szlaku Turystycznego (ZST) znajduje się na placu przydworcowym w Wielkim Bereznym. Po wejściu do lasu rozpoczyna się podejście na pierwszy szczyt o wysokości 702 m n.p.m. Dalej szlak omija szczyt Juda Wierch (Юда Верх) i prowadzi do uroczyska Dubowy Haj.
Od Dubowego Haju zaczyna się kolejne podejście, na górę Stinka (Стінка). Następne 8 km szlaku prowadzi przez wsie Stużica  oraz Zahorb.  
Za Zahorbem szlak kieruje się na szczyt Czeremcha bardzo stromym podejściem. Dalej wiedzie gruntową drogą, która prowadzi do wsi Łubnia. Ścieżka za wsią prowadzi na górę Pliszka. 
Z Pliszki, najpierw ścieżką, a potem drogą gruntową, dochodzimy do wsi Werchowyna-Bystra. Po jej przejściu przekraczamy mostem rzekę po lewej stronie i rozpoczynamy podejście do granicy.

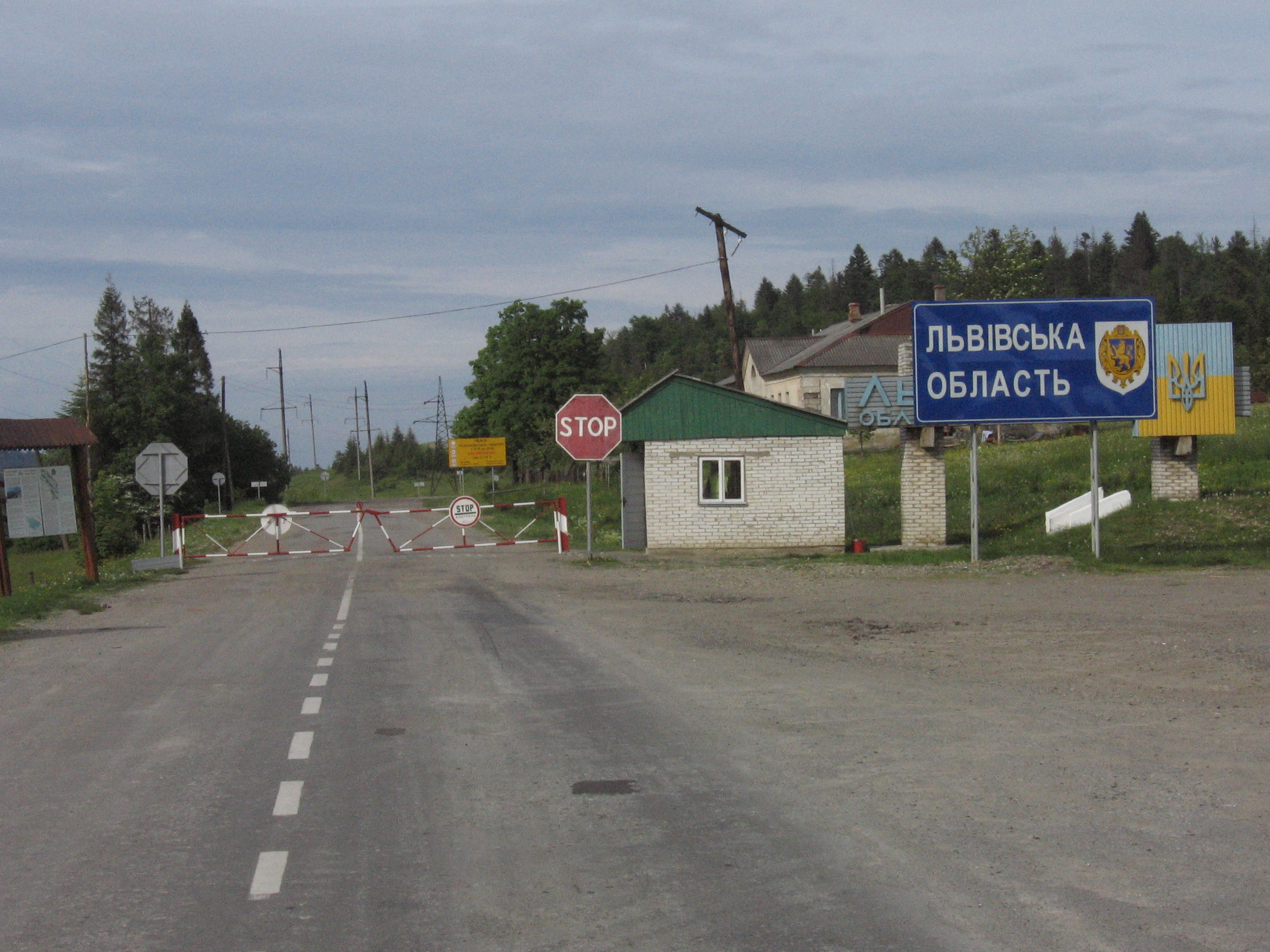
Przełęcz Użocka

Granica ukraińsko-słowacka przebiega wzdłuż grzbietu górskiego, widocznego po lewej stronie. Przekraczanie granicy w miejscach nieautoryzowanych jest zabronione na mocy przepisów prawa. W związku z tym szlak turystyczny został wytyczony nieco bardziej na lewo. Zakarpacki Szlak Turystyczny posiada oficjalnie zatwierdzoną trasę, co umożliwia jego legalne użytkowanie. 
Kontynuując wzdłuż granicy, szlak wiedzie wzdłuż linii kolejowej z wieloma tunelami. Kilka kilometrów dalej, dochodzimy do punktu widokowego na Przełęczy Użockiej. Na przełęczy położony jest posterunek straży granicznej. Tuż obok posterunku znajduje się studnia z wodą. 

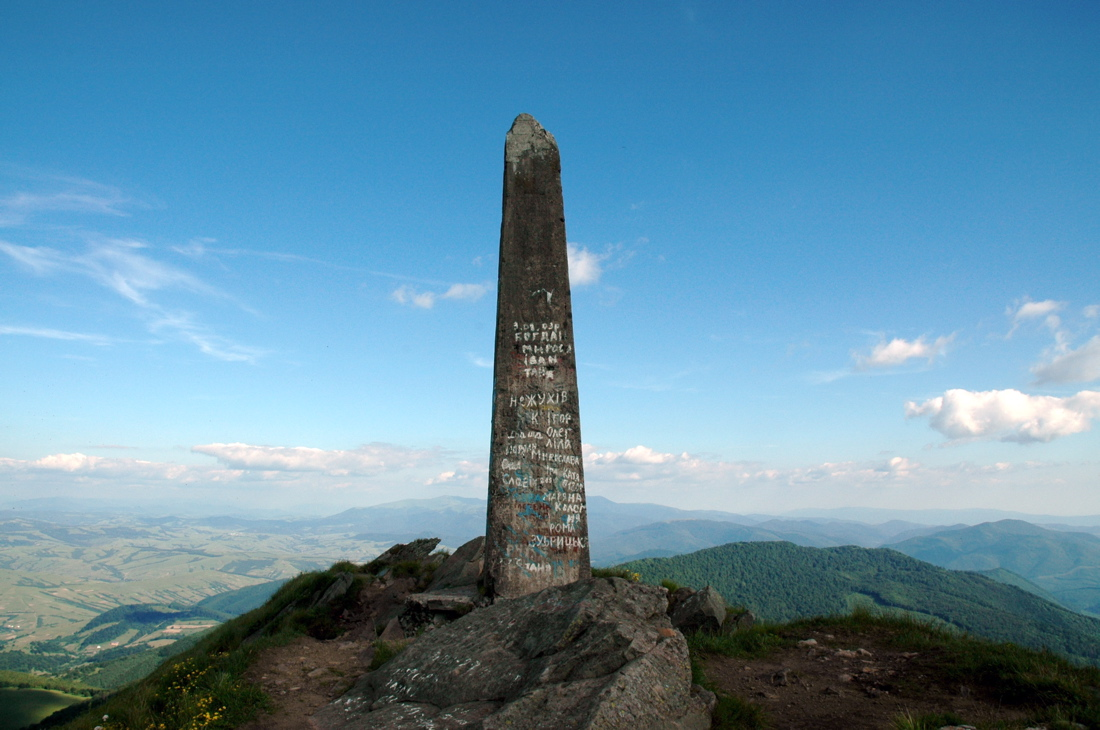
Pikuj – obelisk Tomáša Masaryka

Od przełęczy droga idzie w las i ciągnie się kilka kilometrów, aż do góry Błyżnia (Ближня). Szlak prowadzi na ostry szczyt Pikuja, tam ostro skręca w lewo i rozpoczyna długie i strome zejście. Za górami Wełykyj Menczuł i Perehyb droga wiedzie do wsi Biłasowycja, gdzie znajdują się sklepy i apteka. Z Biłasowycji, po przejściu przez rzekę Latorycę (Латориця), droga kieruje się w stronę grzbietu wododziałowego, którym prowadzi do Wołowca. Przed zejściem do Wołowca otwiera się widok na borżawskie szczyty.

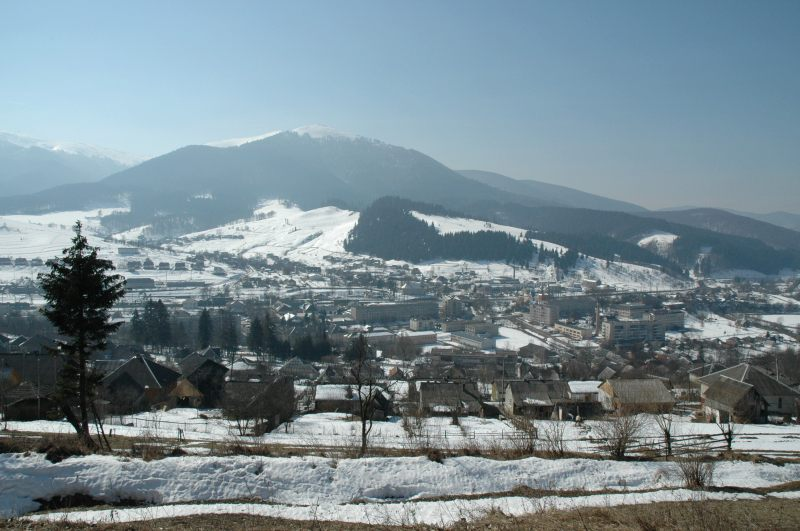
Wołowiec

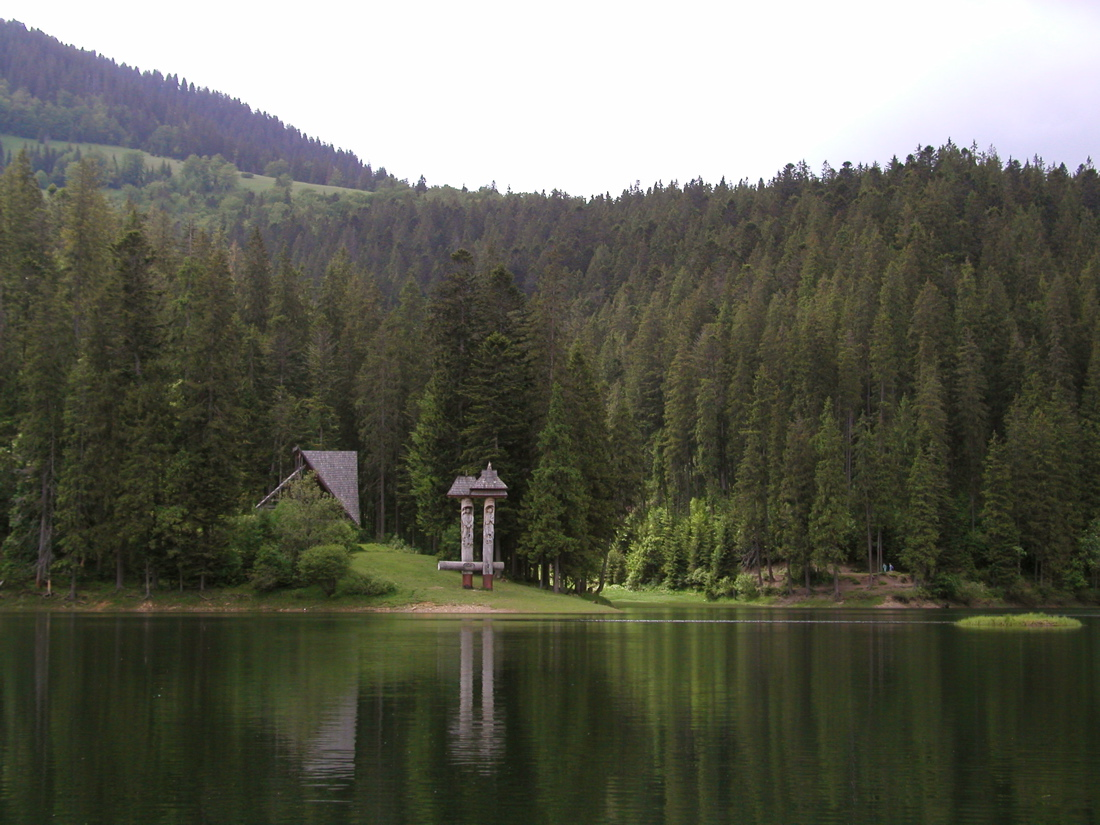
Jezioro Synewyr

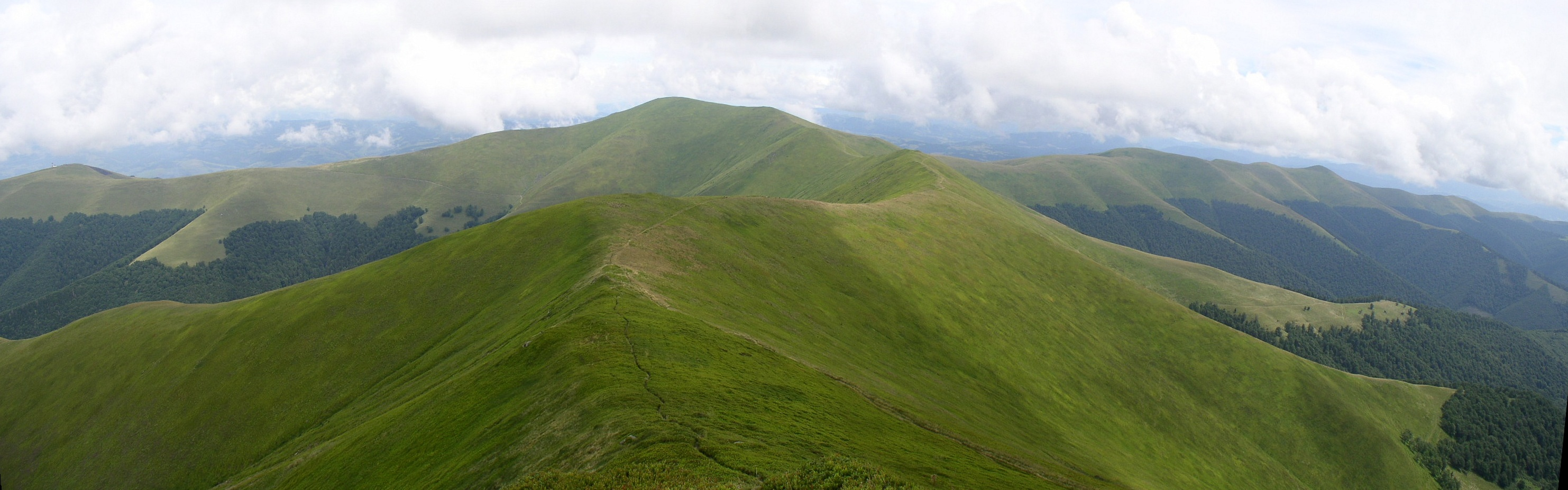
Połonina Borżawa

Szlak od Wołowca podchodzi przez górę z krzyżem na Temnatyk, a dalej kieruje się przez szczyt Płaj na Wielki Wierch. Począwszy od jego szczytu i do góry Pryslip (Присліп) brak oznaczeń, idzie się grzbietem. Ścieżka wiedzie przez całą Borżawę do Połoniny Kuk, gdzie skręca w lewo i pokonawszy górę Menczuł,  schodzi do Miżhirji. 
Za Miżhirjem droga wiedzie niewysokim grzbietem w kierunku wsi Synewyr. We wsi jest bar. Do początku podejścia na następny grzbiet – Pyszkonię, szlak przebiega drogą asfaltową. Dalej szlak ciągnie się grzbietem przez szczyty Mała Gropa, Jasienowiec, Wielka Gropa (Мала Гропа, Ясеновець, Велика Гропа) do dominującego szczytu – Negrowca. Za Negrowcem, ścieżka trawersem obchodzi szczyt Horb i kieruje się na górę Barwinok. Tam zaczyna się zejście do wsi Kołoczawa (Колочава).

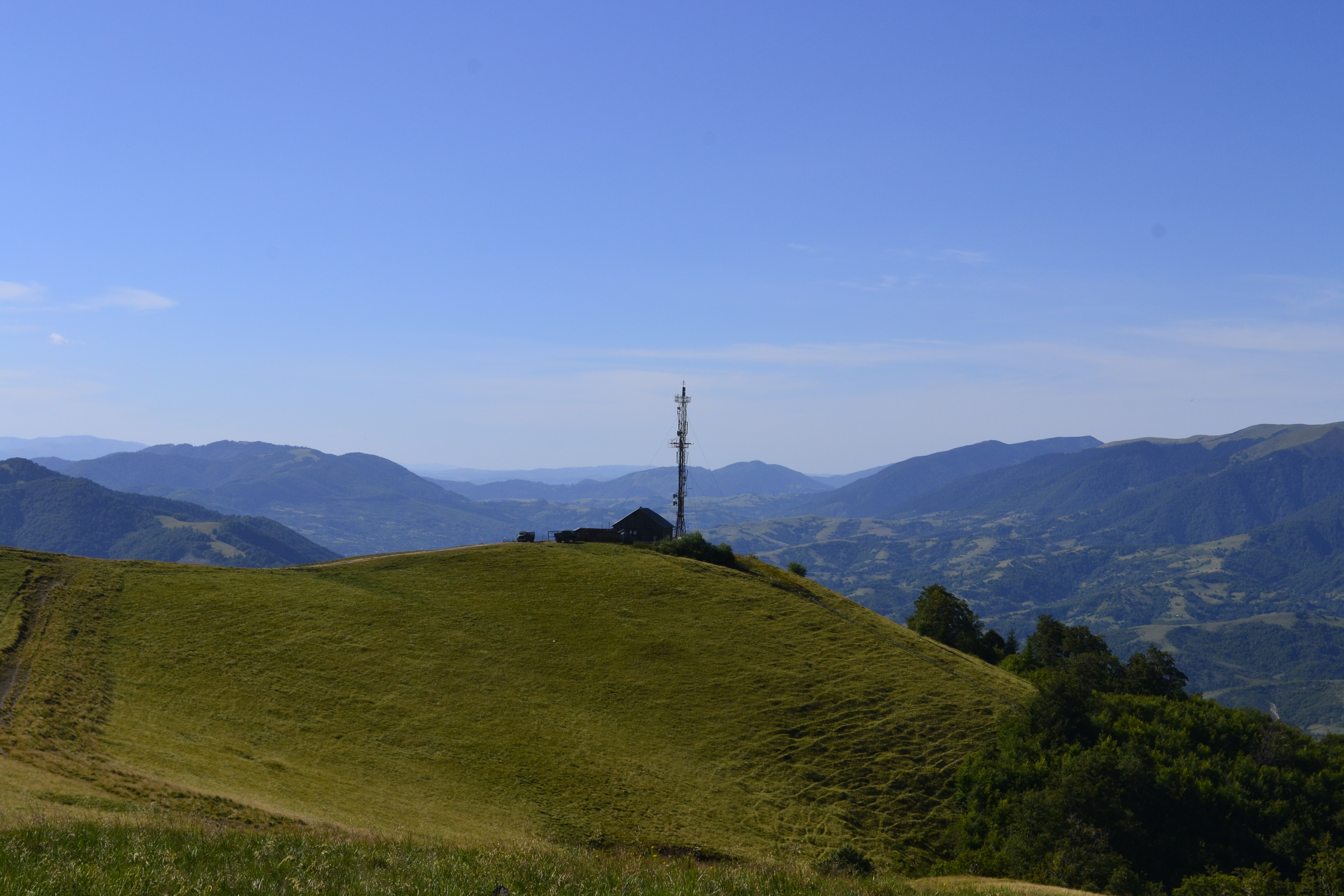
Połonina Czerwona

Ciąg dalszy szlaku jest na drugim końcu wsi. Szlak wiedzie między ogrodzeniami prywatnych posesji i wychodzi na gruntową drogę, która podchodzi na grzbiet Połoniny Krasnej. Szlak przechodzi przez całe pasmo i wijącą się gruntową drogą schodzi do wsi Ust'-Czorna (Königsfeld). Na głównej ulicy wsi znajduje się kilka barów i sklepów. Podejście zaczyna się obok tartaku na końcu wsi kilka kilometrów dalej.

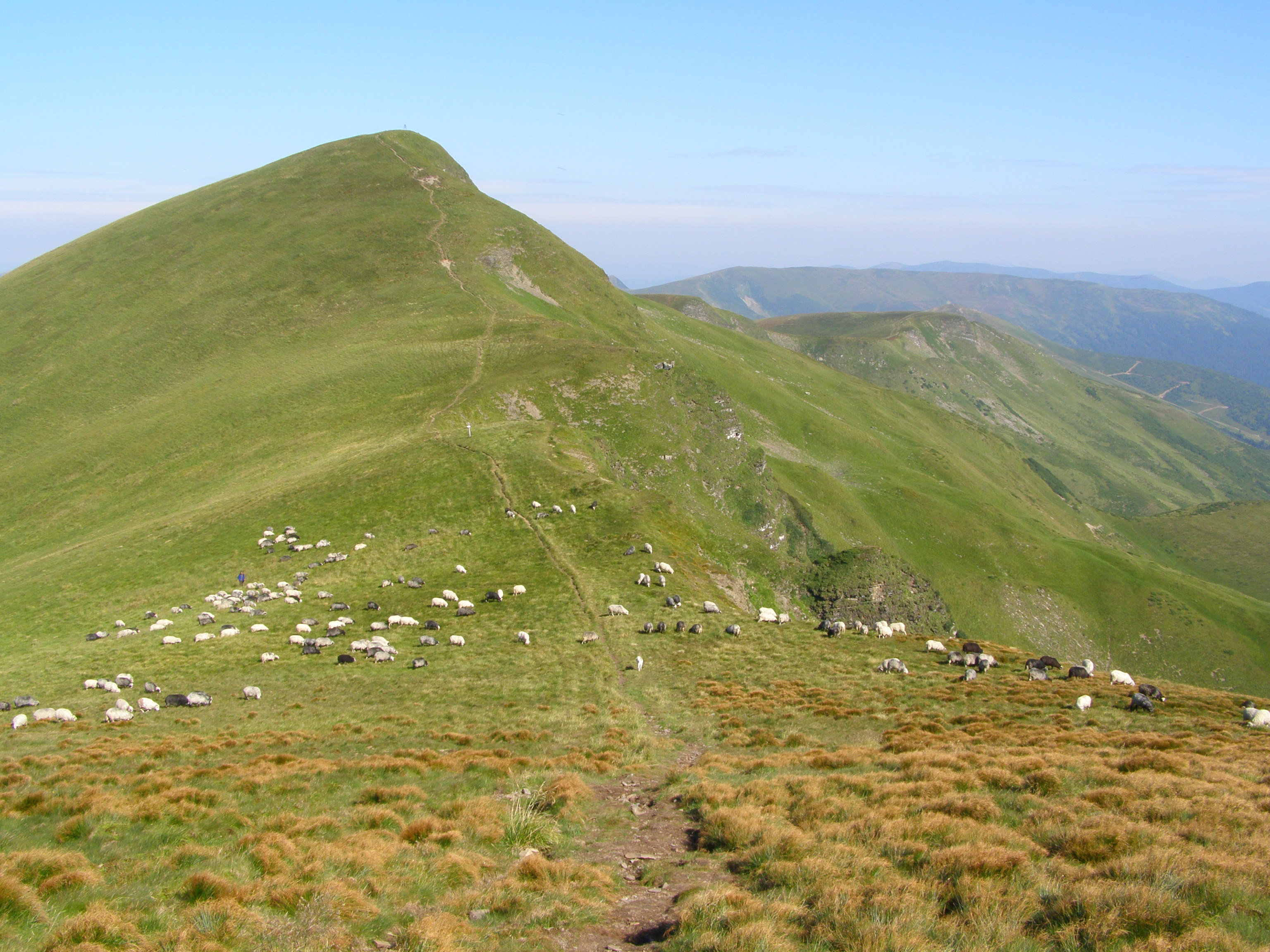
Bliźnica w paśmie Świdowca

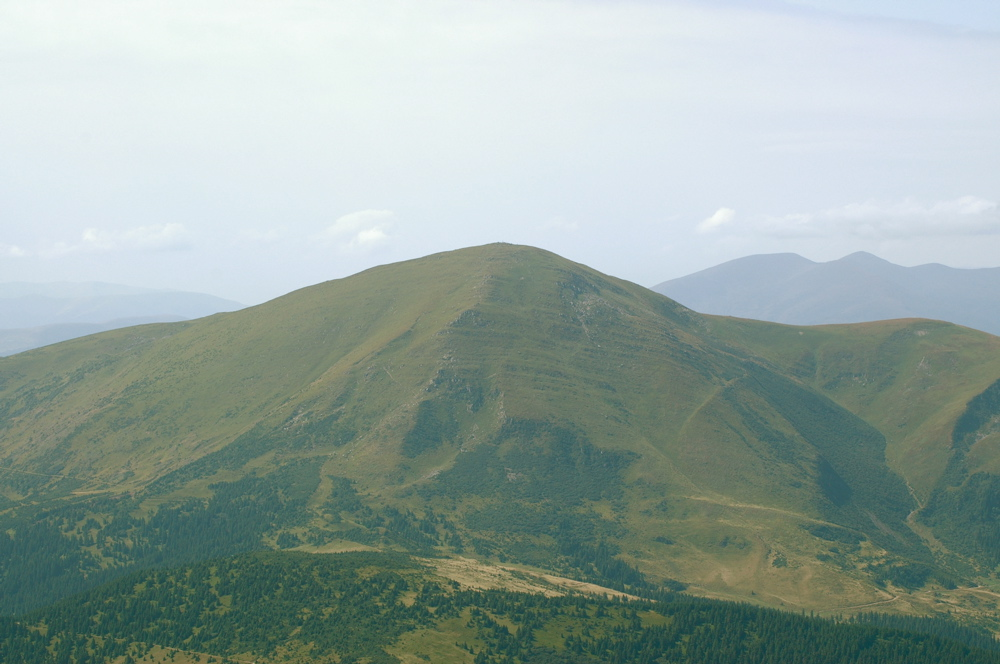
Petros

Z przodu widoczne są szczyty pasm Świdowiec i Apszynec. Wysokość ich przekracza 1700 metrów. Dalej, za prawie 1900-metrowym szczytem Bliźnicy, droga schodzi do wsi Kwasy. Do centrum wsi szlak nie dochodzi i skręca na pasmo Czarnohory.
Ostatni odcinek tworzą szczyty Petros i Howerla. Podejście na Petros jest łagodne. Na szlaku spotyka się dużo źródeł z pitną wodą. W punkcie kontrolnym Karpackiego Rezerwatu Biosfery (Карпатський біосферний заповідник) trzeba zapłacić za przebywanie na jego terenie. Na przełęczy przed samym Petrosem postawiono stół i ławki. Szlak kończy się na szczycie Howerla.

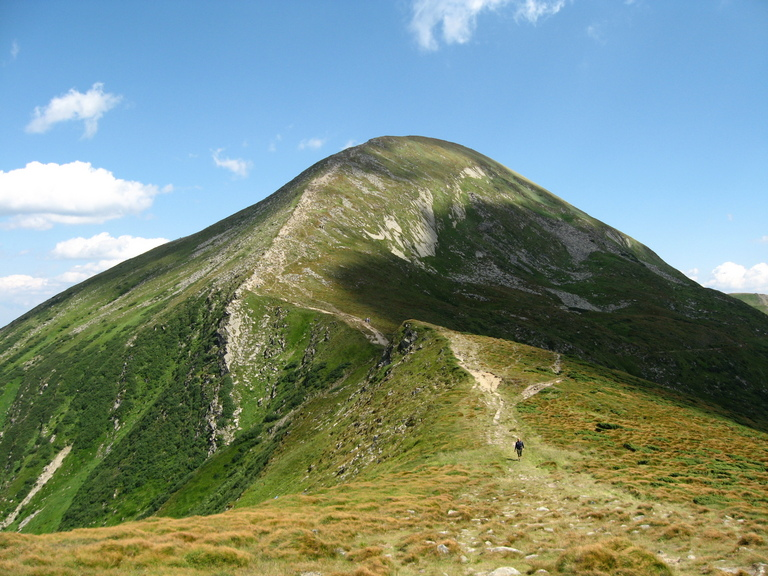
Howerla